# Puntoshop Channel
Puntoshop Channel était une chaîne de télévision basé dans la république de Saint-Marin.
Créée en mars 2006, la chaîne diffusait en continu et sans-interruption des émissions de télé-achat de la République de Saint-Marin. Elle disparaît en octobre 2010 après quatre ans d'existence.